# تمیز (فیلم)
تمیز (انگلیسی: Clean) فیلمی در ژانر درام به کارگردانی اولیویه آسایاس است که در سال ۲۰۰۴ منتشر شد. از بازیگران آن می‌توان به مگی چونگ، نیک نولتی، ژان بالیبار، دن مک‌کلر و تریکی اشاره کرد.